# ZERO (クレイジーケンバンドのアルバム)
『ZERO』（ゼロ）は、クレイジーケンバンド10枚目のオリジナル・アルバム。2008年8月13日にAlmond Eyesよりリリース。

## 概要
「Precious Precious Precious」は、　花王「アタックプレミアムギフト」CMソング。
「湾岸線」のMVに高田純次が出演。
ゴスペラーズ、Full Of Harmonyがゲスト参加。
本作を最後にインディーズでの活動を終え、次作「ガール!ガール!ガール!」よりメジャーレーベル・ユニバーサルミュージックに移籍。
2015年1月28日にアナログ盤が発売された。

## チャート成績
オリコンチャート最高5位を記録。

## 収録曲
- 作詞・作曲・編曲：CRAZY KEN（特記以外）
- 作詞・作曲：小野瀬雅生（13）／菅原愛子（20）
- 作詞：CRAZY KEN・T.Isogaya（18）／山田ひろし（21）
- 作曲：CRAZY KEN・菅原愛子・Full Of Harmony・T.Isogaya（18）
- 編曲：CRAZY KEN・小野瀬雅生（10,12,14,16）

1. Intro：Zero Zero One　0:32
2. ランタン　2:53
3. 湾岸線　3:43
4. 猫　2:46
5. デトロイト音頭　3:25
6. 中古車　3:23
7. 夏　3:35
8. 蜂　3:14
9. 島の娘　3:38
10. 人間摩天楼　3:01
11. 零　4:34
12. 亀　3:35
13. 魚　4:21
14. 宇宙興業　3:18
15. 福富町ブーガルー　3:48
16. ハマ風　4:46
17. Precious Precious Precious　3:53
18. 音楽力 w/Full Of Harmony × ISO from I.S.O.P.　3:59
19. 珊瑚礁　2:11
20. Smile Again　1:58
21. Lookin' your eyes w/The Gospellers　4:27
22. SAYONARA　2:06
23. Outro：Rewind Zero Zero One　0:29